# Besoa jezik
Besoa jezik (behoa; ISO 639-3: bep), austronezijski jezik celebeske skupine, kojim govori 8 000 ljudi (2000 SIL) na centralnom Celebesu. Etnički Behoa su kulturno i leksički različiti od naroda koji govore jezicima bada [bhz] i napu [npy], s kojima su klasificirani u jezičnu podskupinu bada.
Koriste se i indonezijskim jezikom. Pismo: latinica.

## Vanjske poveznice
- Ethnologue (14th)
- Ethnologue (15th)